# Mombrier
Mombrier är en kommun i departementet Gironde i regionen Nouvelle-Aquitaine i sydvästra Frankrike. Kommunen ligger i kantonen Bourg som tillhör arrondissementet Blaye. År 2022 hade Mombrier 465 invånare.

## Befolkningsutveckling
Antalet invånare i kommunen Mombrier
Referens:INSEE